# Melitaea cataminuta
Melitaea cataminuta är en fjärilsart som beskrevs av Ruggero Verity 1929. Melitaea cataminuta ingår i släktet Melitaea och familjen praktfjärilar. Inga underarter finns listade i Catalogue of Life.